# Haricot noir
Pour les homonymes, voir Mucuna monosperma, appelé haricot noir en Inde.

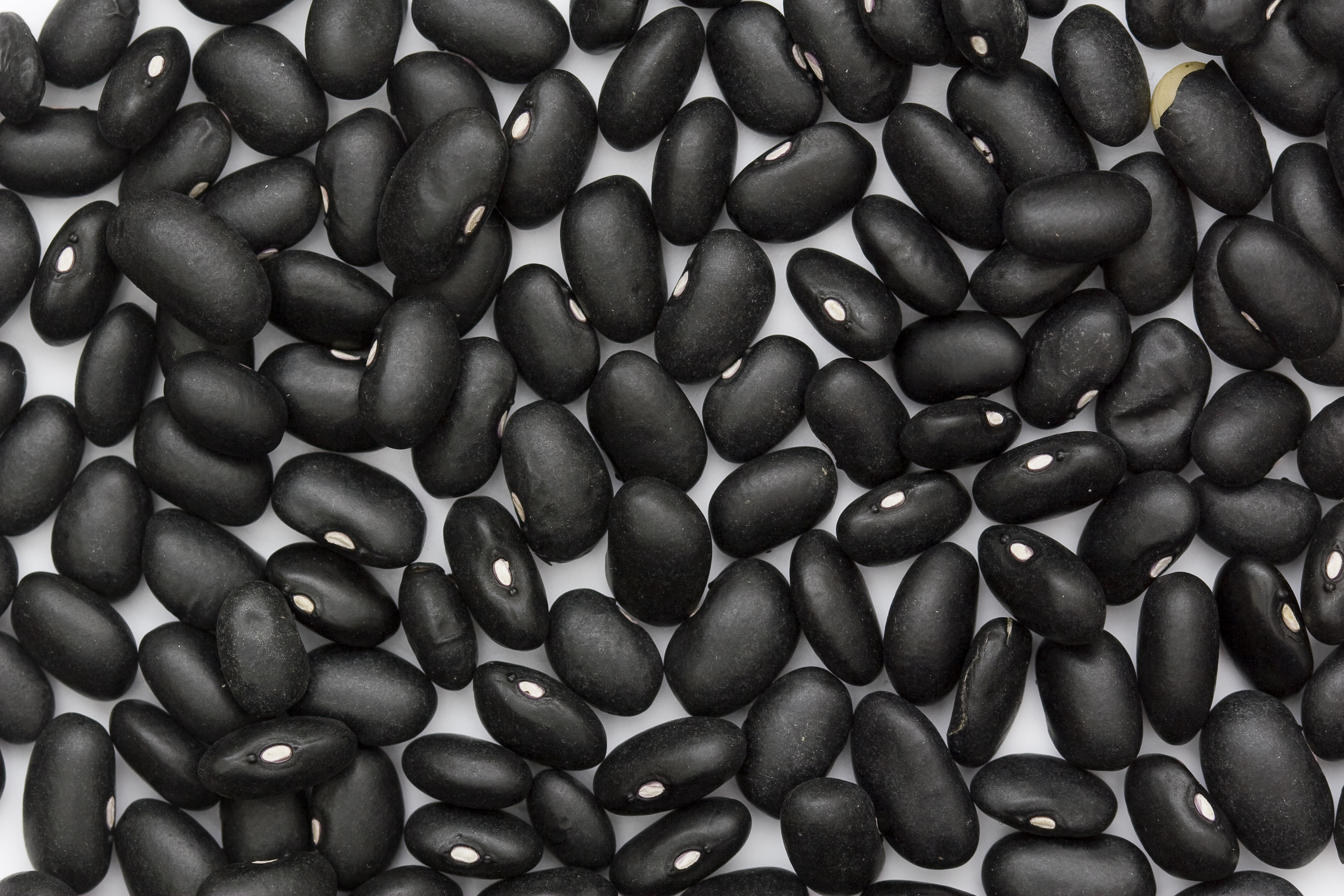
Haricot noir.

Le haricot noir est une variété du haricot commun (Phaseolus vulgaris) particulièrement populaire dans la cuisine latino-américaine, bien qu'on le trouve également dans les cuisines cajun et créole.

## Origines
Le haricot noir est originaire d'Amérique et est domestiqué vers 6 000 ans avant notre ère.

## Production

### Brésil
En 2021, le Brésil est le premier producteur mondial de haricots noirs avec 438 240 tonnes.

### Aux États-Unis
En 2023, les États-Unis sont un acteur notable dans la production de haricots noirs, en particulier dans les États du Midwest et des Grandes Plaines, comme le Michigan, le Minnesota et le Dakota du Nord, en raison de leur sol fertile et de conditions climatiques favorables. En 2023, les États-Unis produisent 340 375 tonnes de haricots noirs.

## Plats utilisant le haricot noir
- Feijoada[6]
- Gallo Pinto[7]
- Platillo moros y cristiano[8]
- Burritos[9]
- Soupe de haricots noirs[10]
- Frijoles negros refritos[11]
- Huevos rancheros[12]
- Frejol colado[13]
- Tutu de feijão[14]
- Adalu[15]
- Pabellón criollo[16]
- Purtumute[17]